# Izabela Fabjańska-Potapczuk
Izabela Beata Fabjańska-Potapczuk – polska dyplomatka i tłumaczka, konsul generalna RP w Montrealu (od 2024).

## Życiorys
Izabela Fabjańska-Potapczuk ukończyła studia iberystyczne na Uniwersytecie Warszawskim oraz Akademię Dyplomatyczną Królestwa Hiszpanii.
W 1994 rozpoczęła pracę w Ministerstwie Spraw Zagranicznych, specjalizując się w sprawach konsularnych i państwach amerykańskich. Pełniła funkcję zastępczyni kierownika ambasady w Buenos Aires (1998–2001) oraz w Caracas. Po powrocie pracowała w  Departamencie Ameryki, następnie w Departamencie Konsularnym MSZ. W latach 2017–2024 przebywała w Konsulacie Generalnym RP w Toronto na stanowisku konsula i zastępczyni kierownika placówki. W tym czasie delegowana także do Ambasady RP w Panamie (2019) oraz Limie (2023 i 2024). 1 października 2024 została Konsul Generalną RP w Montrealu, przez kilka miesięcy wcześniej kierując placówką jako pełniąca obowiązki.
Tłumaczka i nauczycielka, autorka dwóch podręczników do nauki języka hiszpańskiego.
Poza hiszpańskim posługuje się także angielskim, francuskim i włoskim. Matka córki.

## Publikacje książkowe
- Beata Fabjańska-Potapczuk, Tablice czasowników hiszpańskich, Warszawa: Wydawnictwo Naukowe PWN, 2009, ISBN 978-83-01-15805-7. Brak numerów stron w książce
- Małgorzata Cybulska-Janczew, Beata Fabjańska-Potapczuk, Słownictwo hiszpańskie w ćwiczeniach, Warszawa: Wydawnictwo Naukowe PWN, 2011, ISBN 978-83-01-16759-2. Brak numerów stron w książce

Tłumaczenia
- Isabel Allende, Panchita Llona, Robert Shekter, Afrodyta: opowiadania, przepisy i innego rodzaju afrodyzjaki, Beata Fabjańska-Potapczuk, Agnieszka Rurarz (tłum.), Warszawa: Muza, 1999, ISBN 978-83-7200-190-0. Brak numerów stron w książce
- Pablo Corral Vega, Mario Vargas Llosa, Andy, Beata Fabjańska-Potapczuk, Carlos Marrodán Casas (tłum.), Warszawa: G+J RBA, 2002, ISBN 978-83-89019-05-9. Brak numerów stron w książce
- Carlos Ruiz Zafón, Cień wiatru, Beata Fabjańska-Potapczuk, Carlos Marrodán Casas (tłum.), Warszawa: Muza, 2005, ISBN 978-83-7200-159-7. Brak numerów stron w książce
- Isabel Allende, Niezgłębiony zamysł, Beata Fabjańska-Potapczuk, Agnieszka Rurarz (tłum.), wyd. 3, Warszawa: Muza, 2004, ISBN 978-83-7319-665-0. Brak numerów stron w książce
- Ramon Roselló, Alergie: naturalne sposoby leczenia, Beata Fabjańska-Potapczuk (tłum.), Poradnik, Warszawa: Bellona, 2009, ISBN 978-83-11-11024-3. Brak numerów stron w książce